# Alessio Ascalesi
Alessio Ascalesi, C.Pp.S. (22 de outubro de 1872 - 11 de maio de 1952) foi um cardeal italiano da Igreja Católica Romana e Arcebispo de Nápoles.

## Biografia
Ascalesi nasceu em Casalnuovo, perto de Nápoles, filho de Alessio Ascalesi e Domenica Molini. Entrou no seminário de Spoleto e foi ordenado ao sacerdócio em 8 de junho de 1895, em Spoleto, como membro da Congregação do Preciosíssimo Sangue. Exerceu o ministério sacerdotal na diocese de Spoleto de 1895 até 1909.
O Papa Pio X nomeou-o Bispo de Muro Lucano em 29 de abril de 1909. Recebeu a consagração episcopal no 8 de agosto seguinte, na igreja de S. Chiara, Montefalco, por Domenico Serafini, OSB, arcebispo de Spoleto, assistido por Giovanni Graziani, bispo de Todi, e Ercolano Marini, bispo de Norcia. Seu lema episcopal era Ut ad Deum ascendam.
Ascalesi foi transferido por Papa Pio X para a sé de Sant'Agata dei Goti em 19 de junho de 1911, e depois promovido à sé metropolitana de Benevento em 9 de dezembro de 1915 por Bento XV.
Durante seu episcopado em Benevento, ele fundou 60 novas paróquias, restaurou o seminário e prestou assistência humanitária a inúmeras pessoas durante a aflição da Grande Guerra. Em Nápoles, construiu em 1934, o Seminário Maior de Capodimonte que hoje tem seu nome.
Foi criado e proclamado Cardeal-Sacerdote de San Callisto pelo Papa Bento XV no consistório de 4 de dezembro de 1916. Administrador apostólico de Lucera, em 8 de dezembro de 1918. Participou do conclave de 1922, que elegeu o Papa Pio XI, o qual transferiu Ascalesi para a sé metropolitana de Nápoles em 7 de março de 1924.
Cardeal Ascalesi foi legado papal para a consagração da catedral de Siracusa, Sicília, em 26 de dezembro de 1926; para o Congresso Eucarístico da Calábria, em 10 de agosto de 1928; para a consagração da catedral de Messina, Sicília, em 18 de julho de 1929; para o Conselho Plenário de Campagna, em 4 de setembro de 1932; para o Congresso Eucarístico Regional, Catanzaro, em 9 de outubro de 1933; ao Congresso Eucarístico Regional, Reggio Calabria, 10 de março de 1934. Ainda participou do conclave de 1939, que elegeu o Papa Pio XII.
Alessio Ascalesi foi enterrado no ipogeo reservado para os bispos na catedral metropolitana de Nápoles. Mais tarde, seus restos mortais foram transferidos para a basílica dell'Incoronata Madre del Buon Consiglio, Capodimonte. Um hospital napolitano e o Seminário Arquiepiscopal Maior da cidade levam o nome do Cardeal Ascalesi.